# Pierre Tirard

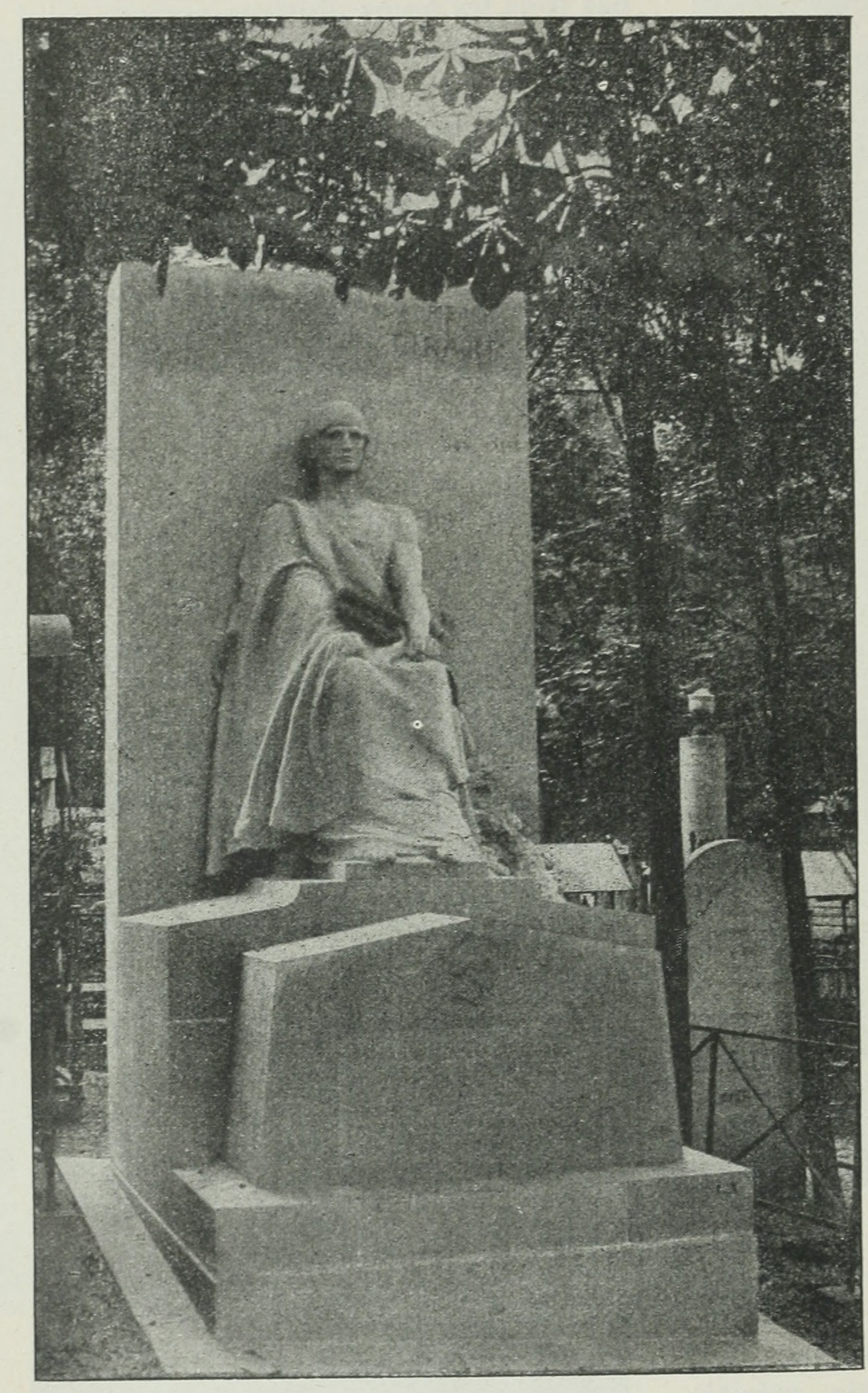
Sírja a Père-Lachaise temetőben

Pierre Tirard (Genf, 1827. szeptember 27. – Párizs, 1893. november 4.) francia politikus. A Harmadik Francia Köztársaság 22. és 24. miniszterelnöke.

## Pályafutása
Isère megyéből származó francia családban született. A Genfi Egyetemen végzett tanulmányai után Párizsba ment. Rövid ideig a főváros Híd- és útfenntartó hivatalában és a Szajna hajózási irodában dolgozott. 1851-ben saját céget alapított, amely ékszert és aranytárgyakat exportált. 1868-tól a Munkaügyi Bíróság tagja volt, és politikai befolyásra tett szert. 1869-ben, a választások idején Émile Ollivier ellen kampányolt. 1870. szeptember 4-én, a köztársaság kikiáltásának napján Párizs 2. kerületének ideiglenes polgármesterévé nevezték ki. A kinevezést november 5-én szavazás erősítette meg.
1871-ben Seine megye nemzetgyűlési képviselőjévé választották. Tárgyalásokat kezdett Adolphe Thiers ideiglenes kormányával a válságba jutott kommün ügyében, de erőfeszítése eredmény nélkül maradt. 1879. március 4-én kereskedelmi és mezőgazdasági miniszterré nevezték ki William Henry Waddington kormányában. A tárcát 1880. szeptember 23-ig megtartotta az első Freycinet-kormányban és Jules Ferry első kormányában. Kereskedelmi miniszterként működött Freycinet második kormányában 1882. január 30. és július 29-ig.
1882. augusztus 7. és 1885. március 30. között pénzügyminiszter Charles Duclerc, Armand Fallières, és Jules Ferry második kormányában. 1883-ban a szenátus elnökhelyettese lett. Örökös, haláláig tartó, szenátori címet kapott.
Kinevezték az 1889-es párizsi világkiállítást előkészítő legfelsőbb ellenőrzési bizottság élére.
Jules Grévy elnök bukása után az új köztársasági elnök, Marie François Sadi Carnot kormányalakítással bízta meg 1887. december 12-én. Tirard megtartotta a pénzügyi tárcát. Második kormányát 1889. február 22-én alakította, és az ipari és kereskedelmi minisztérium vezetését is ellátta. Nagy szerepe volt abban, hogy 1889. április 4-én Georges Boulanger-t, Henri Rochefort-t és Arthur Dillont távollétükben deportálásra ítélték.

## Kapcsolódó szócikk
- Franciaország miniszterelnökeinek listája